# Sciablatta varicornis
Sciablatta varicornis är en kackerlacksart som först beskrevs av Walker, F. 1868.  Sciablatta varicornis ingår i släktet Sciablatta och familjen småkackerlackor. Inga underarter finns listade i Catalogue of Life.